# Cybele Kirk

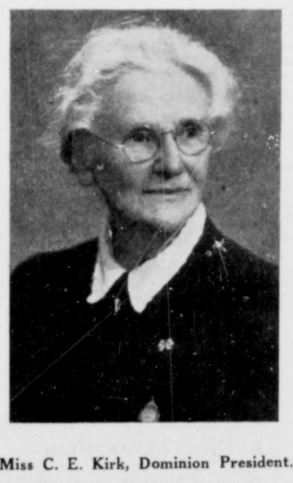
Cybele Kirk

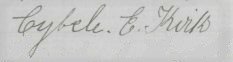
Unterschrift

Cybele Ethel Kirk (* 1. Oktober 1870 in Auckland; † 19. Mai 1957 in Wellington) war eine neuseeländische Abstinenzlerin, Suffragette und Lehrerin. Sie hatte eine bedeutende Rolle in der Geschichte Neuseelands als eine der ersten Frauen, die als Friedensrichterin ernannt wurden. Kirk war viele Jahre lang Präsidentin des Wellington-Kapitels der Women’s Christian Temperance Union of New Zealand (WCTU NZ). Im Jahr 1930 wurde sie zur nationalen Aufnahme-Sekretärin der Union gewählt und gleichzeitig war sie von 1934 bis 1937 Präsidentin des National Council of Women of New Zealand. Schließlich wurde sie im Jahr 1946 zur Präsidentin der WCTU NZ gewählt und bekleidete dieses Amt bis 1949.

## Frühes Leben
Kirk wurde am 1. Oktober 1870 in Auckland, Neuseeland, geboren. Ihre Eltern waren Sarah Jane und Thomas Kirk. Ihr Vater war ein Botaniker und Museumskurator, der später Naturwissenschaften am Wellington College unterrichtete. Sie war eines von neun Kindern, von denen fünf – darunter Thomas, Harry und Lily – bis zum Erwachsenenalter überlebten. Als Kind benutzte sie den Namen Cybele, später im Leben jedoch Ethel. Im Alter von drei Jahren zog ihre Familie nach Wellington, wo ihr Vater seine Karriere in der Botanik fortsetzte. Sie, ihre Schwestern und ihre Mutter halfen ihrem Vater, indem sie Pflanzen sammelten.

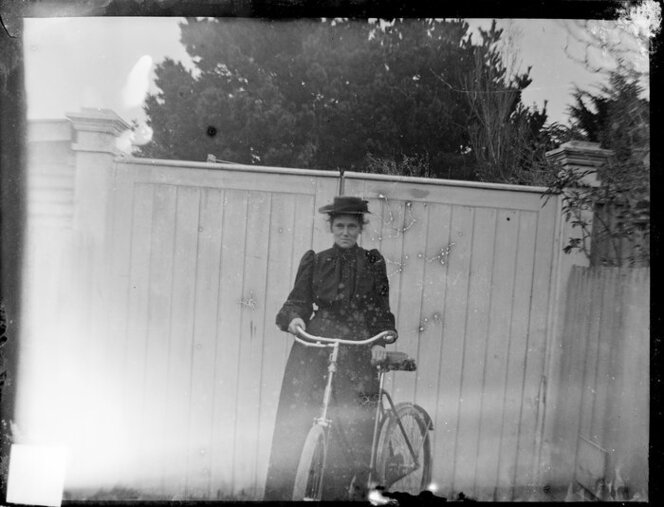
Cybele Ethel Kirk und ihr Fahrrad, Symbol der Frauenrechte, im Wellington der 1890er Jahre

Ihre Mutter Sarah Jane Kirk war eine Führungspersönlichkeit in der Wellington Christian Ladies' Association und in der Women’s Christian Temperance Union New Zealand in Wellington. Sie ermutigte ihre drei Töchter, an diesen Organisationen teilzunehmen, um bedürftige Familien und Opfer häuslicher Gewalt zu unterstützen. Als Cybele jedoch ausgewählt wurde, als Beamtin in der Society for the Protection of Women and Children zu dienen, einer von ihrer Schwester Lily gegründeten neuen Organisation, protestierte Sarah Jane. Sie dachte, dass die Arbeit aufgrund der empfindlichen Gesundheit von Cybele zu schwierig für sie sei.
Im Jahr 1893 gehörte Cybele Kirk zu den über 30.000 Frauen, die eine Petition unterzeichneten, um das politische Wahlrecht für Frauen im neuseeländischen Parlament zu fordern. Zu dieser Zeit lebte sie in der Brougham Street in Mt. Victoria in Wellington.
Im Jahr 1898 starb ihr Vater Thomas Kirk und Cybele wandte ihre Fähigkeiten als Sonntagsschullehrerin an, um bezahlte Arbeit als Grundschullehrerin zu finden. Sie war an der Arbeit interessiert und gründete 1905 die Richmond Free Kindergarten Union mit.

## Humanitärer Aktivismus
Ihre Mutter starb 1916 und sie zog nach Riverbank Road in Ōtaki, wo sie einen Job als Lehrerin am Otaki Maori College bekam. Im Jahr 1918 arbeitete sie während der Grippe-Epidemie und organisierte und leitete ein Notfallkrankenhaus mit 30 Betten, das nur mit freiwilliger Hilfe betrieben wurde. Sie blieb bis 1921 am College. Im selben Jahr starb ihre Schwester Lily, und Kirk wurde 1924 Sekretärin der New Zealand Society for the Protection of Women and Children. Sie behielt diesen Posten bis 1937 und kümmerte sich um alleinerziehende und verlassene Mütter sowie Menschen, die von Alkoholismus betroffen waren. Cybele war bei den Frauen, die von der Gesellschaft betreut wurden, sehr beliebt. Wie in The White Ribbon berichtet wurde: „Wenn sie in den Urlaub geht, werden die Mitglieder des Ausschusses, die sich um das Büro und die Besuche kümmern, ständig mit diesem Klagen konfrontiert: ‚Ist Miss Kirk hier?‘ oder ‚Ich dachte, Miss Kirk würde mich besuchen.‘“

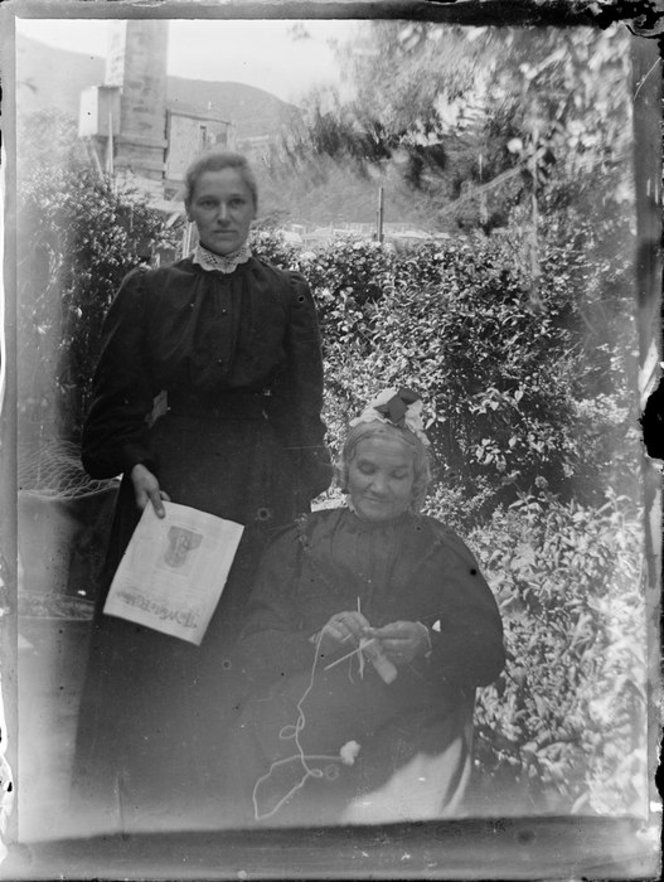
Cybele hält die Oktober-Ausgabe (1898) von The White Ribbon neben ihrer Mutter Sarah Jane Kirk

## Zeit bei der Women’s Christian Temperance Union of New Zealand
Kirk war ab Mitte der 1890er Jahre viele Jahre lang Sekretärin der Wellington WCTU und half oft ihrer Mutter Sarah Jane Kirk und ihrer Schwester Lily May Kirk Atkinson bei der Verbreitung der Abstinenzbewegung in Wellington und entlang der Westküste Neuseelands. Zum Beispiel gründete Lily im Jahr 1897 eine Zweigstelle der Union in Petone. Im selben Jahr besuchte Cybele Kirk Petone, um bei organisatorischen Treffen zu helfen und Ideen zur Rekrutierung und Verbreitung von Abstinenzliteratur zu unterstützen.
Im Jahr 1903 war Kirk der nationale Superintendent der Abteilung für Drogenabhängigkeit der Women’s Christian Temperance Union of New Zealand (WCTU NZ) und betonte die Notwendigkeit zusätzlicher Literatur über die schwächenden Auswirkungen von Tabak. Sie war besonders besorgt über die Rauchgewohnheiten bei jungen Kindern. Bei ihrer Berichterstattung auf der nationalen Konvention desselben Jahres „zeigte sie ihre eigenen Vorgehensweisen auf, um kleine Jungen vom Gebrauch der verbotenen Zigarette abzuhalten.“
Im Jahr 1930, während sie in Karori, einem Vorort von Wellington, lebte und weiterhin als Präsidentin der Wellington Union tätig war, wurde Kirk zur neuen Schriftführerin der nationalen WCTU NZ gewählt. Sie begann sich für arbeitslose Frauen bei Politikern einzusetzen. Zum Beispiel nahm sie 1931 an einer Delegation des National Council of Women of New Zealand teil, die beim Hon. J.G. Coates für staatlich finanzierte Beschäftigung für Frauen petitierte. Sie erklärte, dass sie „persönlich viele Mütter kannte, die zusammen mit ihren Kindern unterversorgt und ohne die notwendigen Dinge zum Leben waren.“ Zusammen mit Nellie Jane Peryman setzte sie sich auch im Namen der Wellington WCTU dafür ein, beim Minister für Justiz zu beantragen, die Gerichtssäle für die Öffentlichkeit zu schließen, wenn Fälle von Unterhalt, Trennung und Vaterschaft anhängig waren. Kirk erklärte: „Junge Frauen werden gezwungen, intime Details vor einer Menge neugieriger Männer preiszugeben. Dann wird das Mädchen als bemerkenswertes Individuum wahrgenommen und oft von einem dieser Neugierigen verfolgt, wodurch ihre Position schlimmer wird als zuvor.“

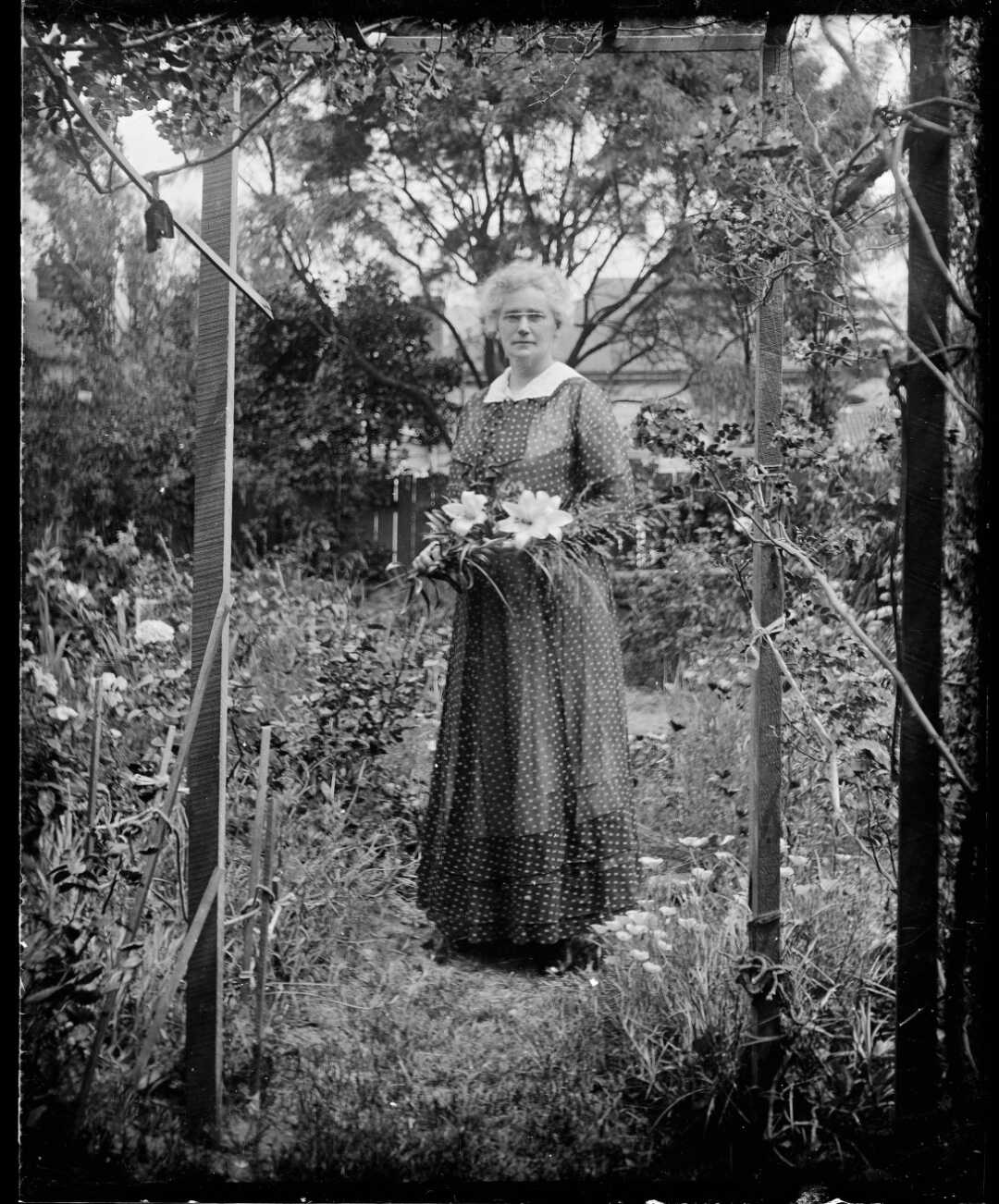
Cybele Kirk in ihren Fünfzigern

Kirk fungierte als Superintendentin der Abteilung für Soziales und Morale Hygiene der WCTU NZ und verknüpfte den Kampf gegen Alkohol mit den Gefahren von ungeschütztem Sex. „Lehrt eure Kinder klar und einfach die Auswirkungen des Alkoholkonsums und lehrt sie auch den Wert und die Heiligkeit ihres Körpers, indem ihr ihnen wahrheitsgemäße Antworten auf Fragen gebt, wenn sie gestellt werden,“ forderte sie. Sie setzte sich für die Rechte von Frauen ein, auch angesichts der Popularität von Ängsten, dass heimkehrende Soldaten ihre Frauen mit Geschlechtskrankheiten infizieren würden. Kirk argumentierte, dass jeder Mann, „dessen moralisches Empfinden gering ist,“ eine Frau der Polizei melden könne, die dann gezwungen wäre, sich untersuchen zu lassen. Mit Vorschriften für Geschlechtskrankheiten 1941 begann die Regierung, die ersten offiziellen Kontaktpersonennachverfolgungen, und Menschen konnten zwangsweise auf Geschlechtskrankheiten getestet und behandelt werden.
Bei der WCTU NZ-Konvention von 1946 in Christchurch wurde Kirk zur Präsidentin gewählt. Sie war eine beliebte Führerin und diente in dieser Rolle bis 1949.
Nach ihrer Amtszeit als Präsidentin arbeitete sie weiterhin für die WCTU NZ. Sie sprang ein, wenn der amtierende Präsident abwesend war, zum Beispiel vertrat sie im Jahr 1951 den Präsidenten der WCTU NZ bei einer Konferenz des National Council of Women in Christchurch und erneut im folgenden Jahr bei einer Pan-Pacific-Konferenz.

## Zeit bei dem National Council of Women of New Zealand
Cybele Kirk war von 1934 bis 1937 Präsidentin des National Council of Women of New Zealand (NCWNZ). Ihr Ziel war es, „das Recht von Frauen auf bezahlte Beschäftigung wiederzubeleben.“ Im Jahr 1934 vertrat sie Neuseeland auf der Konferenz des Internationalen Rates der Frauen in Melbourne. In ihrer beeindruckenden Ansprache als NCWNZ-Präsidentin auf der Konferenz in Dunedin im Jahr 1935 forderte sie Frauen auf, als Kandidatinnen für das neuseeländische Parlament vorzutreten: „Die Welt wurde für Männer und Frauen gemacht, daher müssen beide eine angemessene Rolle bei der Leitung der Weltangelegenheiten spielen.“
Sie setzte sich auch in den folgenden Jahren aktiv für die NCWNZ ein. Beispielsweise nahm Kirk 1945 als Vertreterin der WCTU NZ an der NCWNZ-Konferenz in Napier teil: „Dies war die erste Konferenz, bei der acht national organisierte Gesellschaften offizielle Vertreter hatten“.

## Zitate
- „Schützt eure Jungen! Sicherlich - aber wie und was ist mit euren Mädchen?“ (1942)[13]
- „Botschaft des Präsidenten: Unsere Union - ihre Stärke, Schönheit und Nützlichkeit.“ (1947)[18]

## Ehrungen
Kirk erhielt im Jahr 1935 die King George V Silver Jubilee Medal für ihren Dienst an ihrer Gemeinde.

## Tod
Cybele Ethel Kirk verstarb am 19. Mai 1957 und wurde in der Nähe ihrer Eltern und ihrer Schwester Lily May Kirk Atkinson auf dem Karori-Friedhof in Wellington beerdigt.